# Cookin’ with the Miles Davis Quintet
Cookin’ with the Miles Davis Quintet – album, który został nagrany przez Milesa Davisa i jego Kwintet w październiku 1956 r. i wydany przez firmę nagraniową Prestige w  1957 r.

## Historia i charakter albumu
Grupa Miles Davis Quintet weszła w świat jazzu niezwykle mocno i efektownie, wspaniałym występem 17 lipca na Newport Jazz Festival w 1955 r.
W maju (był to tylko początek w prywatnym domu Rudy’ego Van Geldera) i październiku 1956 r. zespół wszedł do studia i w niezwykłym maratonie nagrał materiał na cztery albumy, które nosiły potem podobne tytuły: Cookin' , Relaxin’ with the Miles Davis Quintet, Workin’ with the Miles Davis Quintet  i Steamin’ with the Miles Davis Quintet.
Album Cookin'... został wydany tuż przed rozwiązaniem wiosną 1957 r. tego Kwintetu, uważanego za najlepszą wtedy grupę nowoczesnego jazzu. Wszyscy muzycy osiągnęli już indywidualne sukcesy nawet przed jego powstaniem. 
Kwintet dał jednak każdemu z tych muzyków okazję do dalszego rozwoju i wszyscy z niej skorzystali.
Miles Davis wyrósł jako wyróżniająca się jazzowa osobowość i rozpoczął jedyną w swoim rodzaju karierę muzyczną, która przekroczyła wszelkie bariery.
Garland nagrał albumy, które odniosły sukces, w trio (np. A Garland of Red). 
Coltrane nagrał swój solowy album na początku 1957 r. i rozpoczął wspaniałą solową karierę.
Chambers i Jones zaczęli współpracować ze sobą i z innymi jako znakomita sekcja rytmiczna.
Album został tak nazwany na życzenie Milesa Davisa, który powiedział After all, that's what we did – came in and cooked. (pol. Ostatecznie, to jest to, co zrobiliśmy – przyszliśmy i ugotowaliśmy).

## Muzycy
Kwintet
- Miles Davis – trąbka
- John Coltrane – saksofon tenorowy
- Red Garland – pianino
- Paul Chambers – kontrabas
- Philly Joe Jones – perkusja

## Spis utworów
| 1. | My Funny Valentine          | 5:59  |
|    |                             |       |
| 2. | Blues by Five               | 9:59  |
|    |                             |       |
| 3. | Airegin                     | 4:24  |
|    |                             |       |
| 4. | Tune up/When Lights Are Low | 13:08 |
|    |                             |       |
|    |                             | 33:30 |
|    |                             |       |

## Opis płyty

### Płyta analogowa (winylowa)
- Producent – Bob Weinstock
- Nagranie – Rudy Van Gelder
- Studio – Rudy Van Gelder Studio
- Data nagrania – 11 maja i 26 października 1956
- Miejsce nagrania – Hackensack w New Jersey, Nowy Jork
- Długość – 32 min. 50 sek.
- Projekt okładki – Red Miles
- Tekst – Ira Gitler
- Firma nagraniowa – Prestige
- Numer katalogowy – PRP 7094

### Wznowienie na CD
- Kierownik wznowienia – Nick Phillips
- Remastering – Steve Hoffman
- Asystent projektu – Cheryl Pawelski

oraz inne wznowienia z remasteringiem dokonanym przez samego Rudy’ego Van Geldera.